# ماکسیم کامارا
ماکسیم کامارا (انگلیسی: Maxime Camara؛ ۴ فوریه ۱۹۴۵ – ۲۹ مارس ۲۰۱۶) بازیکن فوتبال اهل گینه بود.
وی همچنین در تیم‌های ملی فوتبال زیر ۲۳ سال گینه و گینه بازی کرده است.